# Ronde van Gironde
De Ronde van Gironde (Frans: Tour de Gironde) is een Franse meerdaagse wielerwedstrijd die wordt verreden in het departement Gironde, regio Aqitanië. De koers wordt sinds 1975 verreden en was sinds 2005 onderdeel van de UCI Europe Tour, met een classificatie van 2.2. Met ingang van 2018 is het een wedstrijd voor junioren (U19), en heeft het een classificatie van 2.1MJ.
De eerste winnaar van de koers was de Fransman Patrick Audeguil. Recordwinnaar is Julien Belgy, eveneens uit Frankrijk afkomstig, die tweemaal wist te winnen: in 2008 en 2010. De wedstrijd is slechts viermaal door een buitenlander gewonnen. In 1993 won Hristo Zaikov uit Bulgarije, in 1999 won László Bodrogi uit Hongarije, in 2012 ging de Nederlander Nick van der Lijke met de overwinning aan de haal en in 2013 won Juan Carlos Larrinaga uit Spanje. De eerste Belg die de koers won was Sente Sentjens, in 2023.
Tot 1980 heette de koers Ronde van Zuid-Gironde (Frans: Tour de Gironde-Sud).